# Airy (krater marsjański)
Airy – marsjański krater uderzeniowy nazwany na cześć brytyjskiego astronoma, Sir George’a Biddella Airy'ego. Krater ma około 40 kilometrów średnicy i znajduje się w rejonie Meridiani Planum. W kraterze Airy znajduje się mniejszy, Airy-0, który określa położenie marsjańskiego południka zerowego.